# Eliel José Martins Santos
Eliel José Martins Santos, mais conhecido como Pantera (Arapiraca, 7 de janeiro de 1983), é um futebolista brasileiro que atua como goleiro. É considerado o maior goleiro da história do Campinense. .

## Carreira
Formado nas divisões de base do ASA de Arapiraca, Pantera tornou-se ídolo do Campinense. Em 2008 fez parte do plantel do Campinense que conquistou o acesso a série B do brasileirão. Em 2009 foi contratado pelo Confiança-SE; fez defesas milagrosas nos dois confrontos contra o Fluminense-RJ, na primeira fase da copa do brasil na temporada de 2010,apesar da boa atuação não conseguiu evitar que sua equipe fosse derrotada.
Em 2011 após disputar o campeonato brasileiro da série C pelo Campinense e ser rebaixado para a série D do brasileirão, foi emprestado ao Botafogo-PB para a disputa da Copa Paraíba.
De volta ao Campinense foi campeão paraibano de 2012 é eleito o melhor goleiro da competição. Em 2013 teve novamente um ano de glórias com a camisa rubro-negra; ajudou o clube a sagrar-se campeão da Copa do Nordeste, sendo um dos destaques da equipe na competição. Na primeira fase da copa do brasil de 2013 voltou a se destacar, defendendo três penalidades máxima (sendo uma no tempo normal) contra o Sampaio Correa, classificando sua equipe pela primeira vez para a segunda fase da competição. No dia 3 de março de 2013 foi homenageado  pela diretoria do clube, com uma camisa comemorativa, por ter completado 150 jogos defendendo o  Campinense.
Em 12 de Agosto de 2014, acertou com o América de natal para disputar a Série B do Brasileirão 2014. 
Em 12 de Julho de 2016, foi confirmado o seu retorno ao CSA.
Em 10 de Novembro de 2017, foi contratado pelo Nacional Atlético Clube (Patos) para a disputa do Campeonato Paraibano de 2018.

## Títulos
Campinense
- Campeonato Paraibano: 2008, 2012
- Copa do Nordeste: 2013

América-RN
- Campeonato Potiguar: 2015
- Copa Cidade de Natal: 2016

### Prêmios individuais
- Campeonato Paraibano - Melhor Goleiro: 2012
- Copa do Nordeste - Melhor Goleiro: 2013